# Peter Vogel (Fußballspieler)
Peter Vogel (* 24. August 1952) ist ein ehemaliger deutscher Fußballspieler und späterer -trainer.

## Karriere

### Amateurspieler in Neuss (1971–1977)
Von 1971 an trug Vogel das Trikot des VfR Neuss, der in der damals zweitklassigen Regionalliga West antrat. Allerdings kam es 1972 zum Abstieg in die Verbandsliga Niederrhein, in welcher der Verein in den nachfolgenden Jahren verblieb. Der auf der Stürmerposition beheimatete Spieler blieb dem Klub in dieser Zeit treu und spielte somit stets im Amateurbereich. Üblicherweise besetzte er damals die linke Angriffsseite, während Peter Müller auf dem rechten Flügel spielte. Zur Spielzeit 1977/78 wurde er dann vom Bundesligisten MSV Duisburg verpflichtet.

### Profi in Duisburg und Berlin (1977–1981)
Beim MSV gehörte er einer Mannschaft an, die unter anderem die Nationalspieler Bernard Dietz, Rudi Seliger und Ronald Worm umfasste. Zu seinem Debüt in der höchsten deutschen Spielklasse kam Vogel am 6. August 1977, als er bei einem 5:2-Sieg gegen den Hamburger SV in der 75. Spielminute für Günter Weber eingewechselt wurde. Anschließend erhielt er relativ häufig das Vertrauen von Trainer Otto Knefler und dessen Nachfolger Carl-Heinz Rühl. Insgesamt bestritt er im Lauf eines Jahres 14 Bundesligapartien ohne eigenen Torerfolg, stand aber lediglich zwei Mal davon in der Startelf und diente üblicherweise als Einwechselspieler.
1978 endete nach nur einem Jahr seine Zeit in der Bundesliga und er wechselte von Duisburg zum Zweitligisten Tennis Borussia Berlin. Bei diesem wurde er regelmäßig aufgeboten, konnte sich allerdings keinen festen Stammplatz erkämpfen. Insgesamt absolvierte er 67 Zweitligapartien mit sieben Treffern, bis er 1981 mit seiner Mannschaft abstieg. Dies bedeutete zugleich das Ende seiner Profilaufbahn.

### Weiteres Wirken
Ab 1984 wirkte der frühere Profi als Trainer bei verschiedenen Amateurvereinen am Niederrhein. Mit der SG Kaarst stieg er von der Kreisliga A bis in die Landesliga auf, mit dem FC Zons von der Landes- in die Verbandsliga. Auch die Verbandsligisten Düsseldorfer SV 04 und SC Schiefbahn betreute er sowie den Düsseldorfer SC 99. Aktuell (2018/19) ist Peter Vogel Trainer des Bezirksligisten TuS Grevenbroich.
Hauptberuflich ergriff er eine Tätigkeit im Außendienst eines Kommunikationsdienstleisters aus Köln.